# 三角部
三角部（さんかくぶ、英:pars triangularis）は、前頭葉の左下前頭回にあるブローカ野の一部でブロードマンの脳地図の45野にあたる。三角部は上側を下前頭溝、下側を外側溝前水平枝、尾側を外側溝上行枝のそれぞれに囲まれている。三角部は言語理解や、その他の様々な機能に関わっているとされている。
一部の研究者により左右非対称性が発見され、右利きの被験者では左半球の、左利きの被験者では右半球の三角部が、反体側のそれよりも大きい。このような非対称性は核磁気共鳴画像法(MRI)の体積分析により発見された。

## 三角部の左右非対称性と言語中枢の局在性

三角部の位置を様々な角度から見た動画。赤で示されているところが三角部。

音声言語と、三角部の解剖学的非対称性との強い相関が見つかっている。ファウンダス (Foundas) らは、ピエール・ポール・ブローカが彼ら以前に行ったように、言語機能の脳における局在性を見つけたが、さらに、片側の大脳半球が反体側の半球に比べてより強く言語と関係していることを示した。人の脳の2つの半球は、見た目では鏡像のようによく似ているが、機能の点では異なっている。 ファウンダスらは、ブローカ野の一部である左半球の三角部が、右半球の三角部に比べて大きいことを発見した。また、この左半球優位性は形態的にも機能的にも示されている。つまり、脳の言語活動の際に活動する部分がより大きくなっており、殆ど全員の被験者において、その部位は左半球側であった。また、右半球側の活動が優位であった唯一の被験者は、脳の形態も右半球側の方が大きかった
。

## MRI画像におけるブローカ野の脳溝の個人差、及び立体的計測と左右非対称性
しかし、三角部の体積的な非対称性は存在しないとする研究者も存在する。彼らは三角部に左右非対称性が存在するという過去の学説に反対しており、これまでの結果は、三角部が皮質核などの他の領域に比べて、大きさや形態の個人差が大きいことによるものとした。加えて、 弁蓋部や側頭平面が統計的に有意な非対称性を示すのに対し、三角部ではこのような傾向は見られないとした
。

## ヒトの下前頭回における機能的な神経結合性
下前頭回の3つの下位領域の強い神経結合性を示した研究が存在する。下前頭回の1つの領域を刺激し、別の領域の反応を測定したところ、三角部と弁蓋部を結ぶ多くの神経経路が示された。 また、 三角部の一部の刺激が三角部の別の領域での反応を起こすことから、脳回下のネットワークの存在が示された
。

## 音声言語処理の際に計測されるN400の原因となるネットワークの局在
三角部は言語の意味処理に関わると考えられている。異なる種類の文章 (意味的な誤りを含む or 含まない) に対する反応を脳磁計 (MEG) により計測することにより、マエス (Maess) らは、誤りを含む文の理解にはタイムラグが存在することを示した。この結果は、人から理解不能なことを言われた場合を考えれば、分かりやすいであろう。この場合、情報を処理するための時間が必要となるはずである。加えて、彼らは"N400"と呼ばれる特徴的な神経活動パターンを発見している。N400とは意味的な不整合が示されてから400ミリ秒後に生じる負の事象関連電位のことである
。

## 左腹外側前頭前皮質と記憶の認知制御
三角部は記憶の認知制御に役割があるとされてきた。何かを思い出す方法は様々に存在するが、人が何かを思い出そうとするとき、脳内の記憶中枢のストレージから情報が検索される。その情報は靴紐を結ぶ際の筋肉の収縮の順序であったり、恋人の顔など、様々なものがある。何かを自動的に思い出すとき、そこには、思い出そうと集中したり、意思を働かせることは無い。このような処理は"ボトムアップ"処理と呼ばれるものである。しかし、何かを思い出そうと意識することもあるだろう。例えば、ある学生がテストの際に、確かに習ったはずだが思い出せないような問題を解いているとき、記憶を呼び戻すことに注意を向けようと集中するはずだ。この時、記憶に対し認知制御が行われる。このようなタイプの処理に腹外側前頭前皮質 (VLPFC) が部分的に関与している。三角部はこの領域の一部である
。

## 神経相互作用を基にした文章の読み処理の分離
文章を大声で読むとき、人は書かれている言葉を音声へと変換しているが、この処理はブローカ野で行われている。読んでいる人は、音声化するための単語に関する辞書的な知識、または音素を構成している文字列の系統的な知識を利用しているだろう。擬単語と発音的な例外を含む語を利用して、音声化が脳においてどのように行われているかを明らかにした研究が存在する。
両者の単語を読んでいる際の脳活動を比較した結果、三角部は音とスペルとの関係が不規則な例外的語を読むときに強く活動していた。例えば、発音の文法規則に反して短く発音されるため、"have" は例外的語であるといえる。何故なら、語尾の "e" は通常、 "cave" や "rave" のように長い "a" の音となるからである。私たちは "have" という語に慣れ親しんでいるため、発音を思い出すことが出来る。また、発音するときに毎回発音規則を考える必要も無い。三角部はこのような言語処理を助けている
。

## 腹外側前頭前皮質における、制御検索と一般化選択の分離可能なメカニズム
トップダウンに情報を検索しているとき、無関係なデータを除外するある種の制御機構が必要になる。つまり、求める情報に的を絞るため、いくつかの選別が行われていると考えられる。このような選別は中腹外側前頭前皮質 (mid-VLPFC) で検索後に起きていると考えられ、この領域は三角部とおおよそ一致する。このような理論は、情報が左前腹外側前頭前皮質 (left anterior VLPFC) を介してトップダウンに検索され、次に中腹外側前頭前皮質を介して選別が行われるというもので、記憶検索の "2段階" モデルと呼ばれる
。

## 第二言語の処理中の脳活動における統語的対称性の効果:韓国語を母語とするトライリンガルにおける、英語と日本語の比較
多言語話者の脳における第二、第三言語の処理を比較することにより、非母語言語の処理機構を示した研究が存在する。
韓国語を母語とし日本語と英語を同程度に使うことが出来るトライリンガルに、それぞれの言語で文章理解課題を行わせたところ、どちらの第二言語を被験者が処理しているかによって脳活動が大きく異なることが分かった。この場合、日本語に比べて、英語の文章理解課題を行っている際に、右の小脳及び、左下前頭回の弁蓋部、右上側頭皮質の活動が増加していた。統語的、韻律的に見て、韓国語と日本語は比較的近い言語であり、英語は遠い言語であると考えられる。小脳、及び弁蓋部の活動は3種類の言語の統語的な距離、上側頭皮質の活動の変化は韻律的な距離をそれぞれ反映していると考えられる。しかし一方で、三角部の活動は処理する第二言語によって有意な変化が存在しなかった。このことは言語における三角部の役割を考える上で興味深い結果となる
。

## 第一言語 (L1) と第二言語 (L2) の受身文の処理における脳活動: 機能的核磁気共鳴画像法 (fMRI)による研究
第一言語と第二言語をどのように脳が処理しているかという問題は、まだ完全には解決していない。しかし、第一言語と第二言語の理解は、第二言語が比較的遅い時期に習得された場合でも左半球の言語野のほぼ同一の領域で起きているとする研究が存在する。
しかし一方で、受身文の処理の際は、第一言語と第二言語では処理のパターンに違いが存在した。習得時期の遅いバイリンガルの場合、第一言語を処理する時のみ、能動文に比べて受身文を処理する際の三角部の活動の増加が見られた。この結果は、言語習得の方法に関していくつかのことを示唆する。例えば、大人になった後に外国語を学ぶことが困難な理由は、脳が、言語理解を専門としない領域を使用して言語情報を符号化しているためと考えられる。おそらく、習得時期の遅いバイリンガルが外国語に苦労する一方で、その言語の母語話者がスラスラと話せるのはこのためであろう
。

## 単語認知の皮質ダイナミクス
三角部が音韻処理ではなく意味処理に関わっているという理論がある。つまり三角部は耳に入ってくる音により単語を判断するよりもむしろ、単語の意味を解読する役割を持っているという考え方である。この理論を支持する研究としてメイニー (Mainy) によるものがある。彼らはこのことに加えて、脳にはマルチタスク課題における意味処理と音韻処理の並行的な機構が存在することを確認した。 この実験の被験者は、単語とともに子音の文字列で表される擬単語を呈示され、複数種類 (音韻課題、意味課題、視覚課題) の課題を行った。この時、音韻処理課題と意味処理課題では活動する脳の領域が異なるにもかかわらず、刺激の呈示と脳活動の間の時間差は両課題で殆ど変化しなかったことから、このような機構の存在が考えられた
。

## 左下前頭前皮質における意味的符号化と検索: 機能的核磁気共鳴画像法 (fMRI)による課題難易度と処理選択性の研究
三角部とその周辺の領域は、処理される単語の難易度に関わらず、意味的符号化の際に活動が上昇するという研究が存在する。この結果は三角部が音韻処理よりも意味処理に関わっているとされる理論と一致している。加えて、この意味的符号化により、既知の単語が複数回に渡って呈示された際に、三角部の関与が減少する。何度も現れる単語ほど、訓練によって脳の認知が向上することは直観的に分かりやすいだろう。しかしそれだけではなく、単語の反復により低下する三角部の活動は、単語の認知が意識的なものから受動的なものに変化していることを示している。この効果を反復プライミングと呼び、意思とは無関係に起きる。この考えは、三角部が意識的な記憶の検索に関与していることと合わせて、脳の複雑性とその機能を説明する。さらにこの結果は、情報の符号化と検索に同一の機構が要求される可能性を示唆する。また、反復により低下した三角部の活動は、無意味な単語の反復では生じなかった点も興味深い
。

## ブローカ野と脳の他の領域との神経結合: 新しい枠組み
三角部は脳の他の領域、特に左前頭野の言語ネットワークと強く接続されている。その機能は他の領域とは異なっているが、三角部の強い神経結合性は、言語が一見無関係に思える思考プロセスの多くに統合されているという考え方を支持している。この考えは想像に難くない。例えば、新しく知人の名を覚えようとすることは難しく、注意力を必要とする。この時、音を言語の一部として理解し、その聞いた単語を "名前" というカテゴリーに入れ、今見た顔のタグとして関連付け、同時にそれぞれのデータを記憶へと収めている。この点から、言語処理や意味理解、記憶の意識的な制御のそれぞれにおける三角部の役割が無関係であることはありえないと言える。事実、左前頭野にある言語中枢や他の脳の領域への三角部の強い結合を考えれば、三角部が複数の機能を持っていないと考えるのは無理があるだろう
。

## 統合失調症患者におけるブローカ野の異常な構造:構造的 MRI による証拠
統合失調症はその複雑な症状のため、殆ど理解されていない病気である。その原因を発見しようと、統合失調症患者の脳を調べた研究が存在する、従来から統合失調症患者では、非対称性、複雑性、変動性などの異常な脳回の形成が見られていた。ウィスコ (Wisco) らは統合失調症患者は人口統計学的な対照郡に比べて、三角部が特に強く歪んでいることを発見した。彼らはブローカ野が幼児期から成人期にかけて劇的に形態的変化をとげる、特に可塑性を持った脳の領域であるとした。このことは子供の持つ、容易に言語を覚える優れた能力を考えれば分かりやすい。しかし、このことはブローカ野の、記憶と想起に関する関与に限界があることも意味している。何故なら、子供は意識的に記憶を検索することが不可能であるようには見えないからだ。加えて、彼らは脳の白質と灰白質の体積を計測し比較を行った。その結果、統合失調症患者では、白質が大きく減少していることが分かった。
脳は発達につれ、他の領域への結合性が大きく変化する。研究者は統合失調症患者においては白質と灰白質の発達の方法に違いが存在することを発見した。統合失調症患者では白質の広がりが少ない傾向が見られたのである
。